# Botafogo Sport Club
Cet article possède un paronyme, voir Botafogo Futebol Clube.
Le Botafogo Sport Club, également connu sous le nom de Sport Club Botafogo, est un club brésilien de football basé à Salvador dans l'État de Bahia.

## Historique
Il joue un temps ses matchs au Stade Mariano Santana, situé dans la ville de Serrinha, ou encore au Stade Deputado Galdino Leite.

## Palmarès
- Championnat de Bahia :
  - Champion : 1919, 1922, 1923, 1926, 1930, 1935, 1938